# Lo esencial de... Alejandro Sanz
Lo esencial de... Alejandro Sanz é um álbum triplo que contém três dos álbuns anteriores do cantor espanhol Alejandro Sanz, lançado em 2001. Por alguma razão o álbum Si tú me miras não foi incluído.

## Faixas

### CD1 (Viviendo deprisa)
Todas as faixas escritas e compostas por Alejandro Sanz. 
| N.º | Título                       | Duração |  |
| 1.  | "Los Dos Cogidos De La Mano" | 5:02    |  |
| 2.  | "Pisando Fuerte"             | 4:28    |  |
| 3.  | "Lo Que Fui Es Lo Que Soy"   | 4:40    |  |
| 4.  | "Todo Sigue Igual"           | 5:13    |  |
| 5.  | "Viviendo Deprisa"           | 3:17    |  |
| 6.  | "Se Le Apago La Luz"         | 4:46    |  |
| 7.  | "Duelo Al Amanecer"          | 3:31    |  |
| 8.  | "Completamente Loca"         | 3:32    |  |
| 9.  | "Toca Para Mi"               | 4:07    |  |
| 10. | "Es Este Amor"               | 3:34    |  |

### CD2 (3)
| N.º | Título                                                                  | Duração |  |
| 1.  | "La Fuerza Del Corazon" (Alejandro Sanz)                                | 5:05    |  |
| 2.  | "Por Bandera" (Alejandro Sanz)                                          | 4:59    |  |
| 3.  | "Mi Soledad Y Yo" (Alejandro Sanz)                                      | 4:57    |  |
| 4.  | "Ellos Son Asi" (Alejandro Sanz)                                        | 4:39    |  |
| 5.  | "Quiero Morir En Tu Veneno" (D'Romy Ledo, Adolfo Rubio, Alejandro Sanz) | 4:02    |  |
| 6.  | "¿Lo Ves?" (Alejandro Sanz)                                             | 3:48    |  |
| 7.  | "Cancion Sin Emocion" (Alejandro Sanz)                                  | 4:48    |  |
| 8.  | "Eres Mia" (Alejandro Sanz)                                             | 5:25    |  |
| 9.  | "Ese Que Me Dio Vida" (Alejandro Sanz)                                  | 3:58    |  |
| 10. | "Se Me Olvido Todo Al Verte" (Alejandro Sanz)                           | 4:39    |  |
| 11. | "¿Lo Ves? (piano e voz)" (Alejandro Sanz)                               | 3:35    |  |

### CD3 (Más)
Todas as faixas escritas e compostas por Alejandro Sanz. 
| N.º | Título                      | Duração |  |
| 1.  | "Y, ¿si fuera ella?"        | 5:22    |  |
| 2.  | "Ese último momento"        | 5:04    |  |
| 3.  | "Corazón partío"            | 5:46    |  |
| 4.  | "Siempre es de noche"       | 4:47    |  |
| 5.  | "La margarita dijo no"      | 4:52    |  |
| 6.  | "Hoy que no estás"          | 5:10    |  |
| 7.  | "Un charquito de estrellas" | 4:50    |  |
| 8.  | "Amiga mía"                 | 4:48    |  |
| 9.  | "Si hay Dios..."            | 5:36    |  |
| 10. | "Aquello que me diste"      | 4:46    |  |